# Pavel Vacek (herec)
Pavel Vacek (* 8. října 1980 Brno) je český herec a rozhlasový moderátor, od roku 2003 člen souboru Městského divadla Zlín.

## Život
Narodil se v Brně. Jeho rodiče však pocházejí ze Znojemska a podle vlastních slov tam má kořeny a jeho srdce tíhne víc k jižní Moravě, jelikož o sobě tvrdí, že je Křepičák. Tedy z obce Křepice, kde strávil v dětství vždy celé prázdniny. Po příchodu do Zlína bydlel v herecké ubytovně, později se přestěhoval do baťovského půldomku. Má dvě děti.
Vystudoval obor hudebně-dramatický na brněnské konzervatoři. Hostoval v Národním divadle v Brně, Městském divadle v Brně, divadle Barka a divadle In Flagranti. Dvě sezóny strávil v angažmá v Horáckém divadle v Jihlavě. Od roku 2003 je členem souboru Městského divadla Zlín.
Objevil se v epizodních rolích v seriálech Četnické humoresky (1997), Poslední sezona (2006) či Znamení koně (2011), ale také ve snímcích Kousek nebe (2005), Partie šachu (2009) nebo Člověk kancelářský (2016).
Každý všední den moderuje v Českém rozhlase Zlín odpolední pořad Rendez-vous. Jedná se o odpolední proud informací, soutěží, rozhlasové historie i setkání s hosty, kteří toho hodně vědí a umějí o tom vyprávět.